# Irnerio Bertuzzi
Irnerio Bertuzzi (Rimini, 9 de outubro de 1919 — Bascapè, 27 de outubro de 1962)  foi um piloto militar italiano da Segunda Guerra Mundial que também serviu como piloto pessoal de Enrico Mattei, chefe da companhia petrolífera italiana ENI. Ele morreu aos 43 anos quando a aeronave que ele pilotava foi sabotada para cair.

## Carreira militar
Durante a Segunda Guerra Mundial ele voou aeronaves Savoia-Marchetti SM.79 nos esquadrões Aerosiluranti (bombardeiro torpedeiro) da Força Aérea Real Italiana com o posto de Tenente. Depois de 8 de setembro de 1943, ele escolheu lutar pela República Social Italiana como membro do Gruppo Aerosiluranti Buscaglia-Faggioni. Comandante do 2.º Esquadrão da Aeronáutica Nacional Republicana, ele liderou vários bombardeios de torpedos contra a frota aliada em Anzio e Gibraltar, muitas vezes à noite, já que Bertuzzi era excepcionalmente habilidoso no voo por instrumentos.
Bertuzzi foi premiado com duas Medalhas de Prata e uma Medalha de Bronze de Valor Militar durante a guerra.

## Voando para Mattei
Nos anos que se seguiram à Segunda Guerra Mundial, após um longo período voando com a Alitalia e uma passagem com Douglas DC-6 na América do Sul, ele foi contratado pela ENI em 1958 para liderar a frota de aeronaves da empresa. O presidente, Enrico Mattei, confiava nele implicitamente, apesar de ser um ex-partidário condecorado e Bertuzzi um ex-fascista.
Bertuzzi estava no controle do jato executivo Morane-Saulnier MS.760 Paris (I–SNAP) de Mattei quando caiu na zona rural ao redor de Bascapè, na província de Pavia, em 27 de outubro de 1962. Além de Bertuzzi e Mattei, o jornalista norte-americano William McHale da Time Life também foi morto no acidente. de decolar no fatídico voo, ele anunciou a Mattei sua intenção de deixar o emprego para assumir a liderança em uma nova sociedade chamada Alis.
Quatro meses após o acidente, o primeiro inquérito foi arquivado, atribuindo a responsabilidade do desastre ao estado físico e psicológico do piloto e a avarias técnicas. Em 2003, no entanto, o inquérito do Procurador-Geral Adjunto de Pavia, Vincenzo Calia, apurou que o acidente foi causado pela explosão de ca. 100 gr. da Composição B plantada atrás do painel de instrumentos e diretamente no mecanismo de abaixamento do trem de pouso.
No momento de sua morte, Bertuzzi havia registrado 11.236 horas de voo, das quais 625 na aeronave MS.760.

## Condecorações
- Cruz de Ferro (1939)
  - 2ª classe
  - 1ª classe
- Medalha de Valor Militar
  - Bronze (1941)
  - Prata (25 de julho de 1941, 15 de maio de 1942 e 22 de junho de 1944)